# Confessions d'une rebelle
Série Rebel Highway
Roadracers
(1994) Motorcycle Gang
(1994)
Pour plus de détails, voir Fiche technique et Distribution.
Confessions d'une rebelle (Confessions of a Sorority Girl) est un téléfilm américain réalisé par Uli Edel et diffusé en 1994. Il met en vedette Alyssa Milano et Jamie Luner.
Ce téléfilm fait partie de Rebel Highway, une anthologie rendant hommage aux films de « séries B » des années 1950 produits par American International Pictures et souvent diffusés en double programme et/ou dans des drive-in. Ces nouvelles versions mettent en scène de jeunes acteurs « en vogue » des années 1990.

## Synopsis
En 1958, Rita Summers est l'étudiante la plus populaire et la plus appréciée de la sororité Alpha Beta Pi, dont elle est également présidente. Cependant tout change avec l'arrivée de Sabrina Masterson, sa nouvelle camarade de chambre. Cette dernière est en effet une fille riche qui obtient toujours ce qu'elle veut. Très vite, Sabrina cherche à mettre le grappin sur Mort, le petit ami de Rita.

## Fiche technique
Sauf indication contraire, les informations mentionnées dans cette section peuvent être confirmées par la base de données cinématographiques IMDb,  présente dans la section « Liens externes ».
- Titre français : Confessions d'une rebelle
- Titre original : Confessions of a Sorority Girl (parfois Confessions of Sorority Girls)
- Réalisation : Uli Edel
- Scénario : Debra Hill et Gigi Vorgan (en)
- Décors : Deborah Raymond et Dorian Vernacchio
- Costumes : Susan L. Bertram
- Musique originale : Hummie Mann
- Photographie : Jean de Segonzac
- Montage : Erik C. Andersen et Glenn Farr
- Production : Lou Arkoff, Debra Hill et Willie Kutner
- Sociétés de production : Drive-In Classics, Showtime Networks et Spelling Films International
- Budget : 1,3 million de dollars[2]
- Durée : 82 minutes
- Pays d'origine :  États-Unis
- Langue originale : anglais
- Date de sortie : 
  -  États-Unis : 29 juillet 1994 (1re diffusion TV)

## Distribution
- Jamie Luner (VF : Patricia Legrand) : Sabrina Masterson
- Alyssa Milano : Rita Summers
- Brian Bloom (VF : Xavier Béja) : Mort
- Sadie Stratton : Tina
- Danni Wheeler (VF : Catherine Hamilty) : Ellie
- Natalia Nogulich : Mme Masterson
- Peter Simmons : Jimmy
- David Brisbin (VF : Hubert Drac) : le professeur Leland
- Judson Mills (VF : Antoine Tomé) : Joe

## Production
Lou Arkoff (en) (fils de Samuel Z. Arkoff) et Debra Hill lancent la série de téléfilms Rebel Highway. Ils invitent plusieurs réalisateurs confirmés comme William Friedkin, Joe Dante, Uli Edel, ou encore John Milius. Chacun doit choisir un titre parmi les anciens films produits par Samuel Z. Arkoff via American International Pictures. Chaque réalisateur ou réalisatrice peut ensuite engager les scénaristes de leur choix, créer l'histoire de leur choix (similaire ou non à celle du film original). Chaque cinéaste peut également choisir son directeur de la photographie, son monteur et dispose du final cut.
Chaque téléfilm dispose d'un budget de 1,3 million de dollars et de seulement douze jours de tournage. Les actrices et acteurs choisies doivent être des personnalités en pleine ascension. Ce téléfilm reprend en partie le titre original et l'intrigue de Sorority Girl de Roger Corman sorti en 1957.
Le tournage a lieu en Californie : à Duarte et Malibu.

## Les téléfilmsRebel Highway
1. Roadracers de Robert Rodriguez, avec David Arquette et Salma Hayek (22 juillet 1994)
2. Confessions d'une rebelle (Confessions of a Sorority Girl) d'Uli Edel, avec Jamie Luner et Alyssa Milano (29 juillet 1994)
3. Motorcycle Gang de John Milius, avec Gerald McRaney et Jake Busey (9 août 1994)
4. Runaway Daughters de Joe Dante, avec Julie Bowen et Paul Rudd (12 août 1994)
5. Girls in Prison de John McNaughton, avec Anne Heche et Ione Skye (19 août 1994)
6. Shake, Rattle and Rock! d'Allan Arkush, avec Renée Zellweger et Howie Mandel (26 août 1994)
7. Dragstrip Girl de Mary Lambert, avec Mark Dacascos et Natasha Gregson Wagner (2 septembre 1994)
8. Vilaines Filles et Mauvais Garçons (Jailbreakers) de William Friedkin, avec Antonio Sabato Jr. et Shannen Doherty (9 septembre 1994)
9. Cool and the Crazy de Ralph Bakshi, avec Jared Leto et Alicia Silverstone (16 septembre 1994)
10. Reform School Girl de Jonathan Kaplan, avec Aimee Graham et Matt LeBlanc (23 septembre 1994)

## Commentaire
Alyssa Milano et Jamie Luner se sont retrouveront en 1997 dans la sixième saison de la série télévisée Melrose Place.